# 静岡薬科大学
静岡薬科大学（しずおかやっかだいがく、英語: Shizuoka College of Pharmacy）は、かつての日本の公立大学である。静岡県静岡市に本部を置いた。略称は静岡薬科大、静薬。

## 概観

### 大学全体
1916年（大正5年）に私立学校として設立された静岡女子薬学校を源流とする。直接の前身校となる旧制の静岡県立薬学専門学校は、元々は静岡女子薬学専門学校として設立されたが、共学化され静岡薬学専門学校となったのち、静岡県に移管され公立学校となった。1987年（昭和62年）に静岡県立大学に統合され、その薬学部の礎となった。

### 教育および研究
静岡薬科大学における教育や研究は、静岡県の産業の発展に大きく貢献した。たとえば、第2代学長の鵜飼貞二は、地元の製薬業の振興発展に資する人材の輩出を志向していた。鵜飼は前任校である金沢大学にて薬学部の初代学部長を務めていたが、学部発足に際して「特に地方製薬事業の振興に力を注ぎ、優秀な人材を送り出して、将来県下至る所に製薬会社の高い煙突の立つことを期待する」と主張していた。この構想は金沢大学では道半ばで潰えたものの、鵜飼は諦めず静岡薬科大学赴任後も引き続き製薬業の振興発展に取り組んだ。その結果、静岡県の製薬業は大きく発展を遂げ、のちには静岡県の医薬品医療機器の生産額が国内一位に達するほどであった。『金沢大学50年史』は、静岡薬科大学赴任後の鵜飼の功績に関する記述で「転任した静岡は立地条件にも恵まれて現在、製薬産業の一大中心地となっている」と描写し「無名の県立静岡薬大を在職15年間で一流校に発展させた」と評している。
また、県民生活の向上や安心安全の確保にも貢献していた。たとえば、静岡県沼津市周辺で「海つぼ」による食中毒が発生すると、のちに第6代学長となる小菅卓夫はバイの毒素の研究を開始した。その結果、バイに含まれる毒素であるスルガトキシン類の単離と構造特定に成功し、バイが毒化するメカニズムが世界で初めて解明された。このスルガトキシンは静岡県の駿河湾に因んで命名された。そのほか、第5代学長を務めた村田敏郎は、静岡県の名産品である緑茶に含まれるテアニンについて研究していたことでも知られている。

## 沿革

### 略歴
岩﨑照吉により、私立の旧制薬学校として1916年（大正5年）に静岡女子薬学校が設立された。その後、旧制薬学専門学校への昇格にともない、静岡女子薬学専門学校となった。さらに共学化により静岡薬学専門学校となり、静岡県への移管にともない、公立となり静岡県立薬学専門学校となった。戦後の学制改革により、静岡薬科大学が設立された。

### 年表
- 1953年3月23日： 文部大臣により新制静岡薬科大学設置認可 （地大第60号）。
  - 旧制静岡県立薬学専門学校を母体として、薬学部薬学科のみで発足。
- 1953年4月29日： 薬科大学 第1回入学式。
- 1962年3月： 大学院薬学研究科薬学専攻 （修士課程） 設置認可。
- 1964年3月： 大学院薬学研究科薬学専攻への博士課程増設認可。
- 1965年12月： 製薬学科設置認可。
- 1973年3月： 大学院薬学研究科に製薬学専攻を増設。
- 1974年4月： 環境科学研究所を設置。
- 1980年4月： 漢方薬研究所を設置。
- 1987年4月： 静岡県立大学発足、同 薬学部となる。
- 1990年3月： 静岡薬科大学、閉学。

| 静岡薬科大学 学長 | 静岡薬科大学 学長 | 静岡薬科大学 学長 | 静岡薬科大学 学長 | 静岡薬科大学 学長 | 静岡薬科大学 学長      | 静岡薬科大学 学長 |
| 代                | 氏名              | 氏名              | 就任日            | 退任日            | 主要な経歴             | 備考              |
| ----------------- | ----------------- | ----------------- | ----------------- | ----------------- | ---------------------- | ----------------- |
| 1                 |                   | 宮道悦男          | 1953年4月         | 1954年4月         | 岐阜薬科大学学長       |                   |
| 2                 |                   | 鵜飼貞二          | 1954年4月         | 1969年3月         | 金沢大学薬学部学部長   |                   |
| 3                 |                   | 伊藤四十二        | 1969年4月         | 1976年6月9日      | 東京大学総長代理       |                   |
| ‐                 |                   | 關屋實            | 1976年6月         | 1976年9月         | 静岡薬科大学薬学部教授 | （学長事務取扱）  |
| 4                 |                   | 上尾庄次郎        | 1976年10月        | 1981年9月         | 京都大学薬学部学部長   |                   |
| 5                 |                   | 村田敏郎          | 1981年10月        | 1986年9月         | 静岡薬科大学薬学部教授 |                   |
| 6                 |                   | 小菅卓夫          | 1986年10月        | 1990年3月         | 静岡薬科大学薬学部教授 |                   |

- 宮道悦男は、1953年4月より岐阜薬科大学学長と静岡薬科大学学長と静岡県立薬学専門学校校長を兼任した。
- 1953年4月に静岡薬科大学が発足したが、静岡県立薬学専門学校は1954年3月まで存続しており、その間は宮道悦男が校長を務めた。
- 1987年4月に静岡県立大学が発足したが、静岡薬科大学は1990年3月まで存続しており、その間は小菅卓夫が学長を務めた。

## 教育および研究

### 組織

#### 学部
- 薬学部
  - 薬学科
  - 製薬学科

#### 大学院
- 薬学研究科
  - 薬学専攻
  - 製薬学専攻

#### 附属機関

##### 図書館
- 附属図書館

##### 大学附置機関
- 環境科学研究所

## 大学関係者と組織

### 大学関係者組織
同窓会は「静薬学友会」と称し、旧制の静岡女子薬学校、静岡女子薬学専門学校、静岡薬学専門学校、および、静岡県立薬学専門学校と合同で組織されている。

### 大学関係者一覧
大学関係者の一覧は、後身である静岡県立大学の一覧と同一のページに掲載している。
- 静岡県立大学の人物一覧

## 施設

### キャンパス

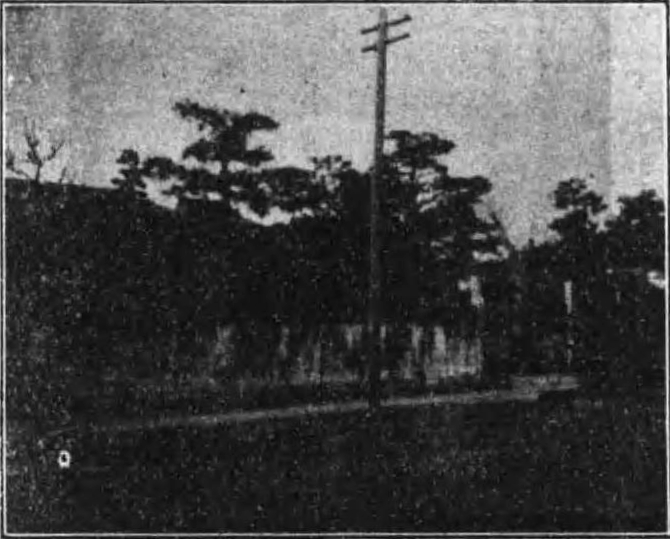
岩﨑眼科医院

旧制静岡女子薬学校創立時は、初代校長岩﨑照吉が経営していた岩﨑眼科医院の一角を校舎として使用した （現 静岡市葵区鷹匠三丁目、村瀬眼科  北緯34度58分42.5秒 東経138度23分24.9秒）1924年、市内瓦場町の元長寺（北緯34度58分54.4秒 東経138度23分51.5秒）隣地の新校舎に移転。
瓦場校地は、後身の旧制静岡女子薬学専門学校、旧制静岡薬学専門学校に引き継がれたが、狭隘となったことと、借地契約上の問題が発生したため、1948年7月頃から市内小鹿（現 静岡市駿河区小鹿二丁目 北緯34度58分32秒 東経138度25分4.2秒） の元三菱重工工場跡地に分教場を設け、徐々に移転した。1952年9月の旧制静岡県立薬学専門学校発足時までには、小鹿校地に完全に移転した。瓦場校地は 1952年12月に閉鎖された。
新制静岡薬科大学は小鹿校地で発足し、後身の静岡県立大学薬学部も、1987年の発足時は同地を使用した。同大学薬学部は 1989年に現在の谷田キャンパス（北緯34度59分45.7秒 東経138度26分43.5秒）に移転。小鹿校地は、現在は静岡県立大学短期大学部の小鹿キャンパスとなっている。

## 関連文献
- 静岡薬科大学沿革史編集委員会（編）　『静薬六十五年史』　静岡薬科大学、1982年3月。